# Bullmastiff
För andra betydelser, se Mastiff (olika betydelser).
Bullmastiff är en hundras av molossertyp från Storbritannien. Bullmastiffen är ett resultat av en korsning mellan mastiff och Old English Bulldog. 

## Historia
Bullmastiffen började avlas fram från mitten av 1860-talet för att få en vakthund som kunde användas av skogvaktare för att fånga tjuvskyttar. Under industrialiseringen ökade tjuvjakten stort. Mastiffen ansågs för massiv och flegmatisk och dåtidens bulldogg alltför aggressiv. Man ville få fram en hund som kunde hinna ifatt tjuvskyttarna, fälla dem med sin blotta tyngd och hålla fast dem utan att bita och slita och som samtidigt inte hade någon jaktlust.
Det tog lång tid att få rastypen konsoliderad och kom fram till att den ideala blandningen var 60% mastiff och 40% bulldogg. Efter minst tre generationer renrasig avel godkändes bullmastiffen av den brittiska kennelklubben the Kennel Club 1924.

## Egenskaper
I England har den ibland använts som vakthund av polis och militär, men är i Sverige främst en godmodig familjehund. Bullmastiff är en respektingivande koloss, som kombinerar mod och skärpa med ett synnerligen vänligt sinnelag. Stor och tung, ändå vaksam och snabb. Den är stark, modig, snäll, aktiv, trofast. Bullmastiffen kräver motion i form av promenader men den har inte samma aktivitetsbehov som en brukshund.
Det går att träna och tävla med sin bullmastiff, men träningsmetoderna för brukshundar brukar inte passa en bullmastiff som kan vara ganska egensinnig av sig, då den är framtagen för att arbeta i stor utsträckning självständigt. Det är en hund som har lätt för att lära, med lätt för att bli uttråkad av att ”gå fot på appellplan”.

## Utseende
Rasen skall ge intryck av utomordentlig styrka. Den skall trots tyngden kunna röra sig ledigt och vara alert och aktiv. Bullmastiffen har en massiv kroppsbyggnad. Den har ett stort, kvadratiskt huvud med kort nosparti och rak näsrygg med vida näsborrar. Mörka ögon. Förhållandevis små, v-formade öron, som bärs hängande. Kort, stark rygg. Starka muskulösa extremiteter. Tämligen lång, högt ansatt svans, som bärs hängande eller i svag både. Kort, tjock päls. Skallens omfång skall vara lika med mankhöjden. 
Pälsen är kort, hård, tätt åtliggande och av alla nyanser av tigrerat, gulbrunt eller rött. Ett litet vitt tecken på bröstet är tillåtet.